# ルビーアカヤドリコバチ
ルビーアカヤドリコバチ（学名：Anicetus beneficus Ishii & Yasumatsu, 1954）とは、膜翅目トビコバチ科に分類される昆虫である。

## 概要
ルビーアカヤドリコバチ（現在はルビーアカヤドリトビコバチとも呼ばれる）は、膜翅目トビコバチ科Anicetus属の寄生蜂である。1946年に当時九州大学農学部昆虫学研究室の教授であった安松京三博士によって発見された。
当時、1907年に長崎県口之津から購入した温州ミカン苗木から全国に広がったと考えられていた害虫のルビーロウムシの害虫対策が急がれていた。安松博士がルビーロウムシを採集し試験管内で飼育していたところ、寄生蜂が羽化して出てきたことから発見された。安松博士は、このルビーアカヤドリコバチを日本全国の柑橘栽培地帯に配布し、歴史的な生物的防除の成功を収めた。本種は当時安松博士の学生であった立川哲三郎博士が、後に第二次世界大戦中に中国大陸から偶然に導入されたものであることを明らかにした。
安松氏がルビーアカヤドリコバチを初めて発見したのは、当時の福岡県福岡市箱崎地区に存在した九州大学農学研究院構内のゲッケイジュの木であり、長らく保存されていた。しかし、九州大学の伊都への移転に伴い、九州大学伊都キャンパス農学研究院の東側駐輪場付近へ移され今もなお保存されている。
現在は導入された本州、四国、九州、そして侵入したルビーロウムシに随伴して偶然分布を広げたと考えられる小笠原諸島に分布している。